# ۱۰۸۱ (قمری)
۱۰۸۱ (قمری)، هزار و هشتاد و یکمین سال در گاهشماری هجری قمری است. اول محرم این سال برابر با بیست و یکم مه سال ۱۶۷۰ میلادی است.

## وابسته
- حلیةالمتقین
- فهرست کتاب‌های شیعه